# Golden Axe
Golden Axe — видеоигра в жанре избей их всех (англ. beat 'em up), выполненная в виде слэшера. Разработана подразделением Sega AM1 в 1989 году. Оригинальная версия игры была выпущена в виде аркадного игрового автомата (платформа Sega System 16B) и впоследствии была портирована на многие домашние игровые системы, включая игровые консоли и домашние компьютеры. С 2010 года игра доступна в составе сборника SEGA Mega Drive and Genesis Classics для платформ Linux, macOS, Windows, с 2018 — PlayStation 4, Xbox One и Nintendo Switch. Игра также получила ряд продолжений для разных платформ, став началом серии игр.
Основным разработчиком игры был Макото Утида, также создавший похожую игру Altered Beast.

## Сюжет
Действие игры происходит в вымышленной сказочной стране Юрии, напоминающей мир Конана-варвара. Злое создание, известное как Смертоносец (Death Adder), похитило короля и его дочь, заточив их в замке. Оно также нашло Золотую Секиру, магический символ Юрии, и угрожает уничтожить Секиру и королевскую семью, если люди страны не признают его своим правителем.

## Игровой процесс

### Режим истории
В режиме истории героям предстоит странствовать по сказочному средневековому миру, попутно сражаясь с приспешниками Смертоносца. Помогать им в этом будет их магия, которая наносит повреждения всем врагам, находящимся на экране. Мощность заклинания зависит от количества имеющихся в распоряжении кувшинов, которые расходуются как очки магии. Эти кувшины герои могут найти по ходу игры или отбить у воров. В промежутках между уровнями кувшины героев пытаются похитить маленькие гномики в колпаках. Если герой вовремя не атакует их, он лишится своего имущества, но при успешном действии даже отыграет у воров дополнительные кувшины. Боец по имени Акс способен нести с собой 6 кувшинов и использует заклинания земли. Гном Джилиус несёт 4 кувшина и создаёт заклинания грома, а амазонка, которую зовут Тайрис, способна создавать опустошающую огненную магию, но для этого ей требуется сразу 9 кувшинов. Чтобы компенсировать различия в способностях героев к магии, все три персонажа имеют разные характеристики владения главным оружием. У гнома, хуже всех владеющего магией, самый высокий радиус атаки. И напротив, амазонка, у которой самый большой запас магии, радиус самый маленький. Своеобразным компромиссом между ними в выборе между магией и силой выступает воин.
В игре есть ездовые животные, на которых некоторые из врагов ездят верхом и которых игрок может отбить и использовать для собственного передвижения. Часть ящеров умеет плевать огнём, другие бьют языком, третьи — хвостом.
Игроку предоставляются на выбор три героя:
- Акс Боец (Ax Battler — варвар с мечом, похожий на Конана),
- Тайрис Пламя (Tyris Flare — амазонка с саблей)
- Джилиус Громоглав (Gilius Thunderhead — гном с топором)

В случае участия двух игроков, они могут играть за двух персонажей, обязательно разных.

### Режим дуэли
Дуэльный режим был на большинстве портов, но не был на аркадных автоматах. В него можно играть как одному, так и вдвоём.
В однопользовательском режиме игрок поэтапно сражается с врагами. С каждым новым этапом либо появляются более сильные враги, либо их становится больше. Иногда враги сражаются на ящерах, которых можно отнять и использовать в своих целях. В дуэльном режиме, как и в обыкновенном, здоровье героя не восстанавливается. Также, в отличие от режима истории, в дуэльном режиме нельзя использовать магию.
В режиме для двух игроков дуэль проходит один-на-один между двумя игроками без посторонних врагов и без этапов. Также, как и в дуэльном режиме для одного игрока здесь не восстанавливается здоровье и нельзя использовать магию.

## Порты
Golden Axe был портирован на множество платформ, включая: Sega Mega Drive, Sega Master System, MS-DOS, Amiga, Atari ST, Commodore 64, Game Boy Advance, ZX Spectrum, Wii, Xbox 360, PlayStation 3 (как часть Sonic’s Ultimate Genesis Collection) и на Apple iPhone/iPod Touch.

## Появления в других играх
- Акса Бойца, Тайрис Пламя и Джилиуса Громоглава можно найти в аркадной версии игры Alien Storm. Их можно найти на одном из телеэкранов в игре. Кроме того, Джилиус появляется в качестве одного из судей, при определении ранга игрока.
- В Shining in the Darkness Джилиус Громоглав берёт на себя роль поставщика магазина оружия, причём его топор лежит около него.
- Джилиус Громоглав — играбельный персонаж в Sega Superstars Tennis и Sonic & All-Stars Racing Transformed.